# Футбол в Республике Конго
Футбол — вид спорта номер один в Конго. Национальная команда, известная как «Красные дьяволы» (фр. Diables Rouges), шесть раз достигала финала Кубка африканских наций. Они выиграли золотую медаль в Камеруне в 1972 году и также вышли в полуфинал два года спустя в Египте. Из Конго многие игроки отправляются играть во Францию. В 1974 году Пол Мукила стал лучшим Африканским футболистом года.

## Футбольные стадионы
| Стадион                                  | Город      | Вместимость |
| ---------------------------------------- | ---------- | ----------- |
| Муниципальный стадион Кинтеле            | Браззавиль | 60,000      |
| Муниципаль                               | Пуэнт-Нуар | 37,000      |
| Стадион Альфонс Массемба-Деба            | Браззавиль | 33,037      |
| Стад де Вессо                            | Весо       | 16,000      |
| Стадион омниспорт Мариен Нгуаби д’Овандо | Овандо     | 13,000      |

## Примечание
1. ↑  Le Congo-Brazzaville, star des 7e Jeux de la Francophonie (фр.). France 24 (15 сентября 2013). Дата обращения: 2 мая 2023. Архивировано 2 мая 2023 года.
2. ↑  Lightning kills an entire football team (англ.). The Independent (29 октября 1998). Дата обращения: 2 мая 2023. Архивировано 2 марта 2023 года.
3. ↑  Messager. Moukila Paul (Sayal), Ballon d'or africain '74 (фр.). MBOKAMOSIKA. Дата обращения: 2 мая 2023. Архивировано 30 июня 2017 года.